# 董大酉
董 大酉（とう だいゆう）は、中華民国から中華人民共和国にかけて活躍した建築家、都市計画家。おもにアメリカ合衆国と中国上海を舞台に活躍した。

## 略歴
清華大学を卒業後、アメリカ合衆国・ミネソタ大学大学院に留学。修士課程修了後、H.K.マーフィー事務所に入所。中国帰国後は、上海に建築設計事務所を開設し活動を開始する。

## 代表作
- 大上海行政区計画　1931年（上海市中心地域建設委員会委員として）
- 上海市庁舎　1933年
- 上海市立病院　1936年
- 上海市立博物館　1936年
- 上海市立図書館　1935年
- 上海市立体育場　1934年
- 中国工務学会工業材料試験所　1935年
- 中国航空協会陳列場　1936年

## ギャラリー

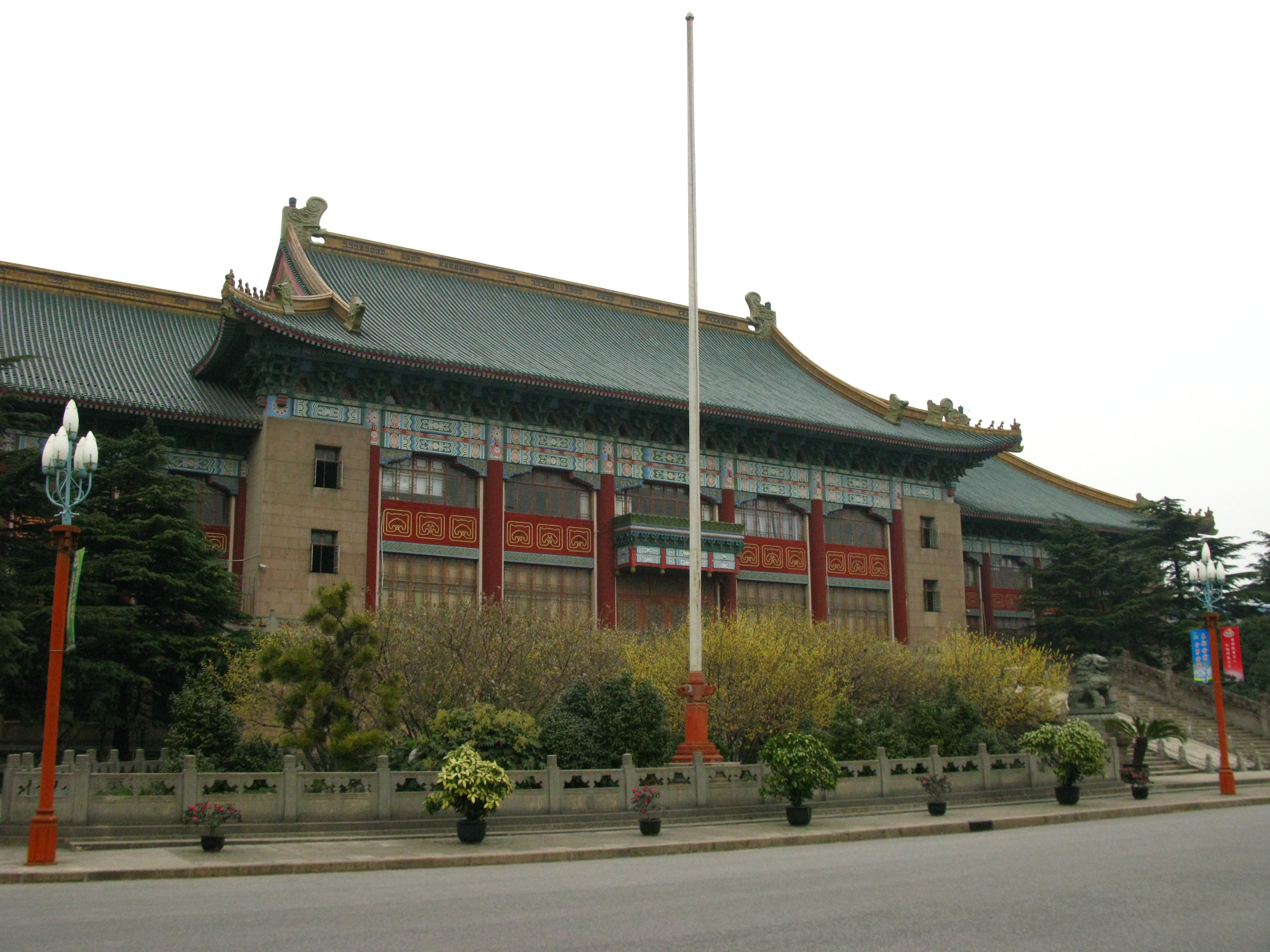
旧上海市庁舎
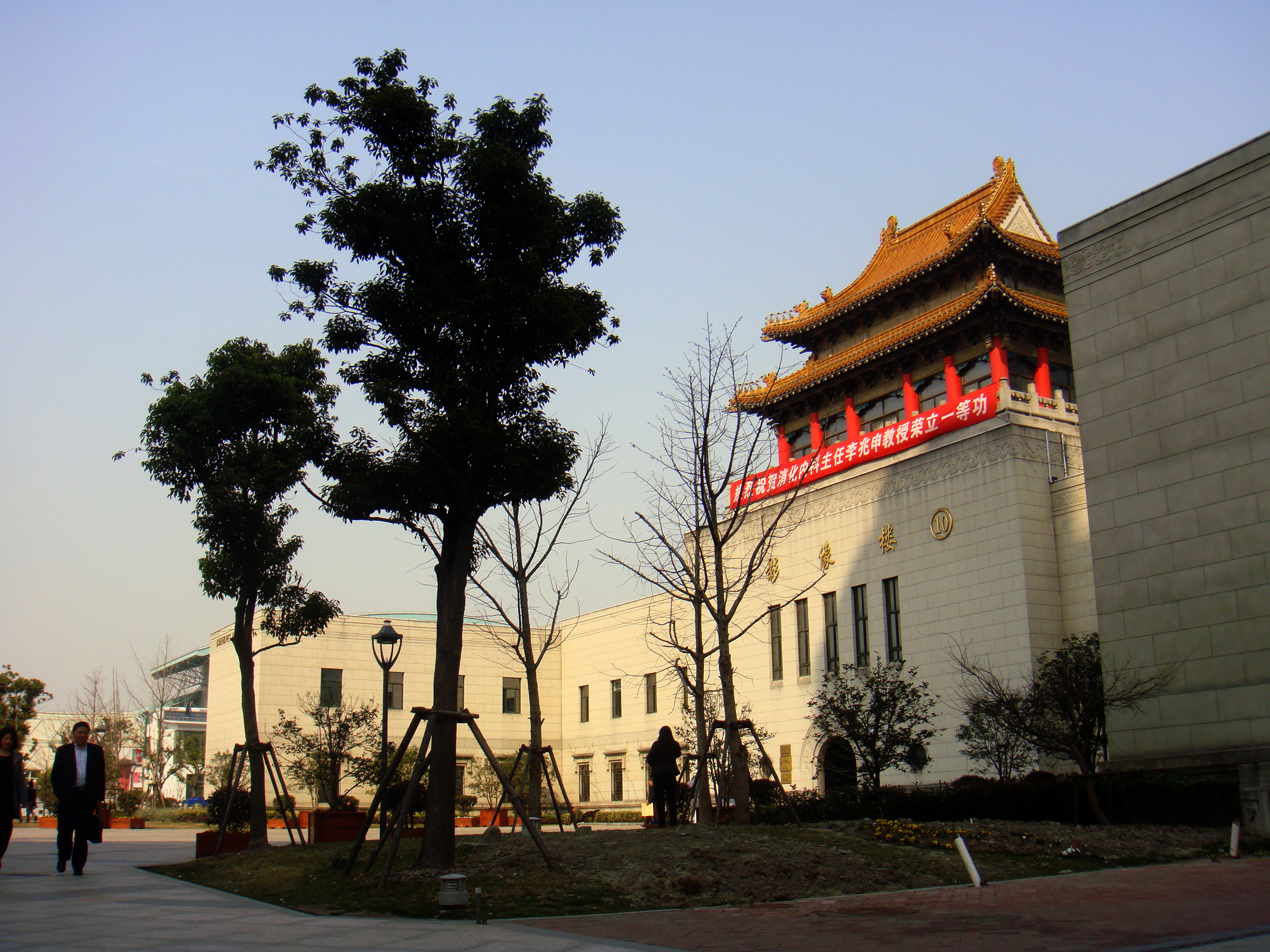
上海市立博物館
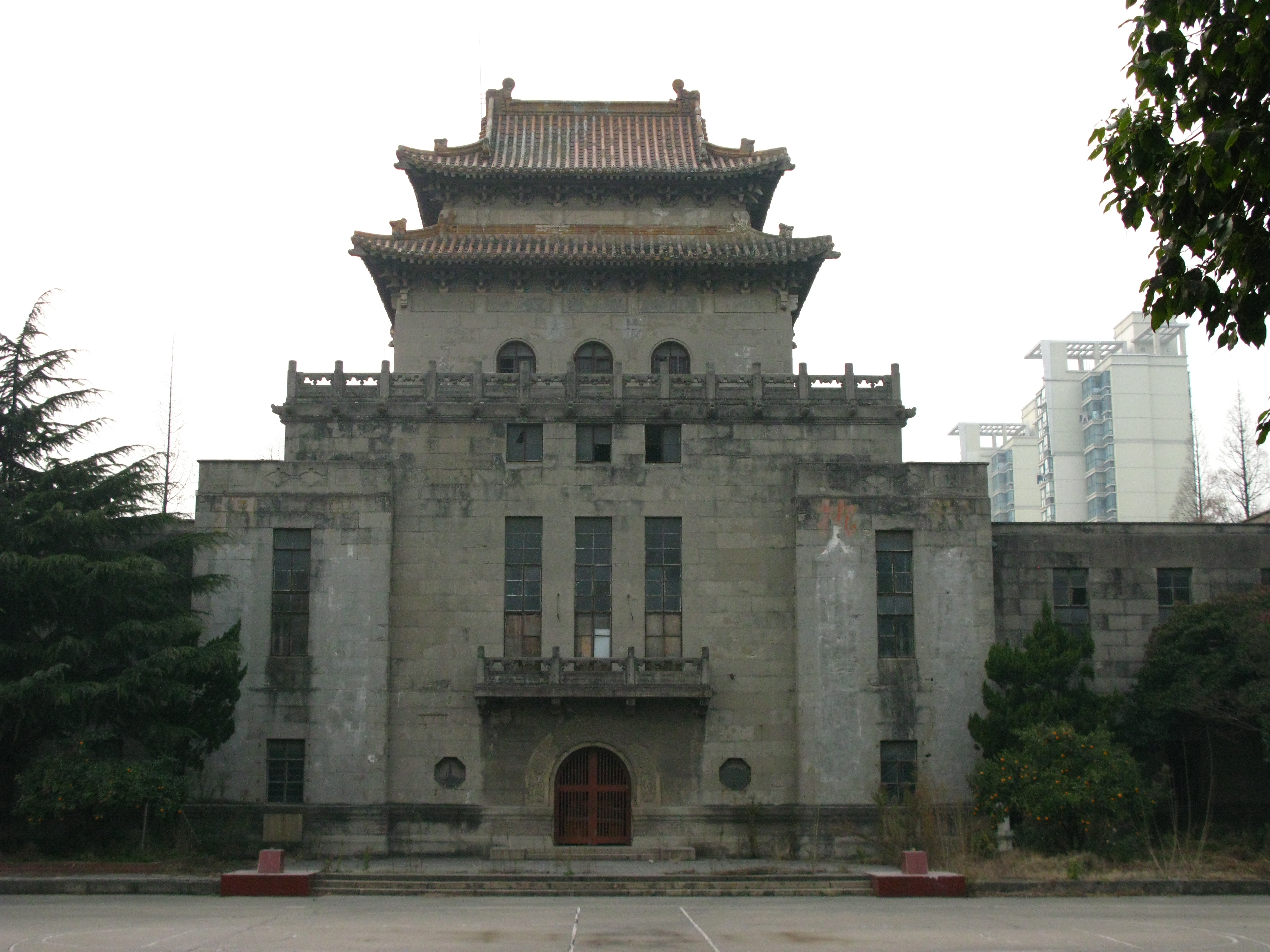
旧上海市立図書館
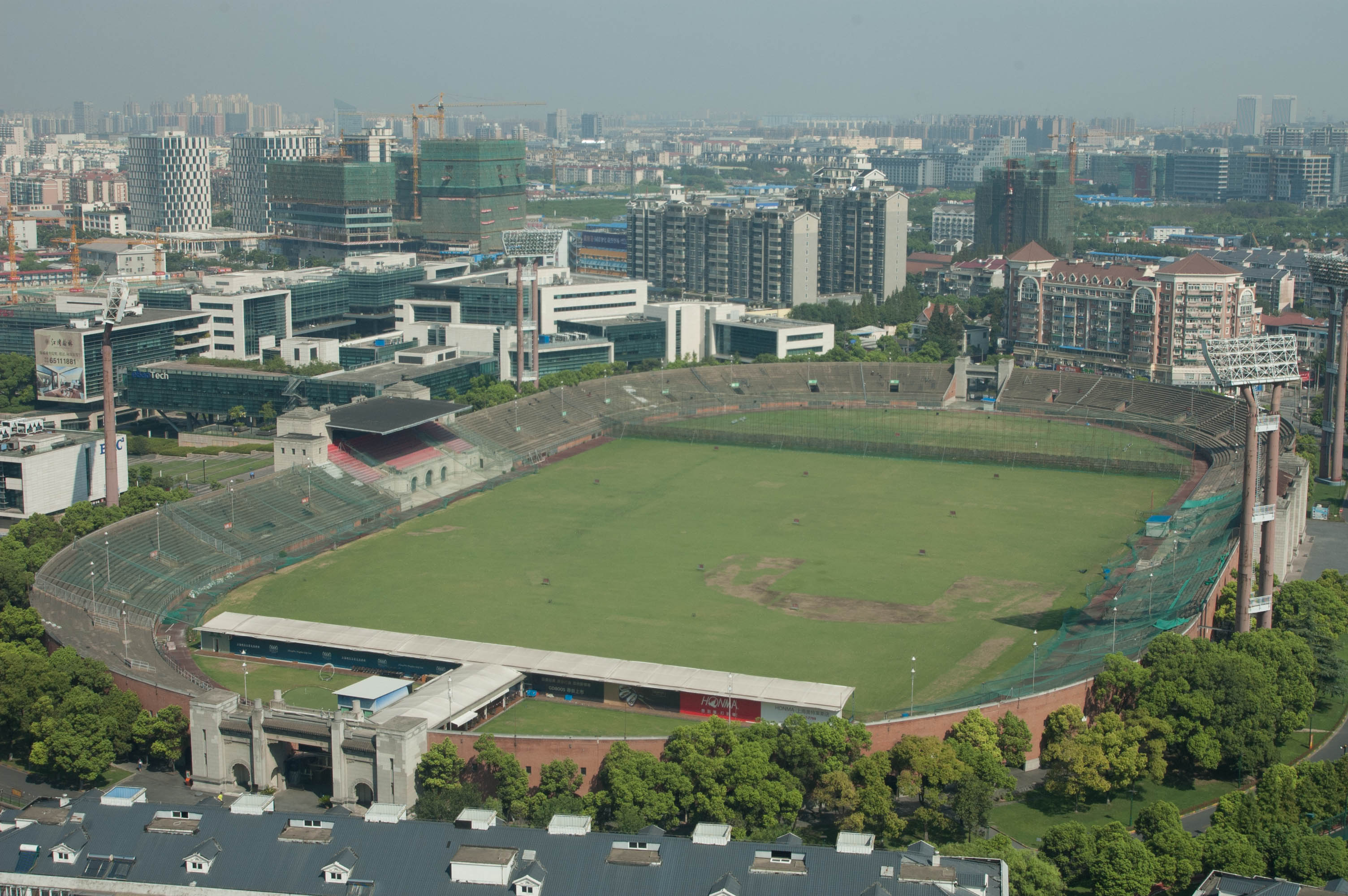
旧上海市立体育場（現・江湾体育中心）
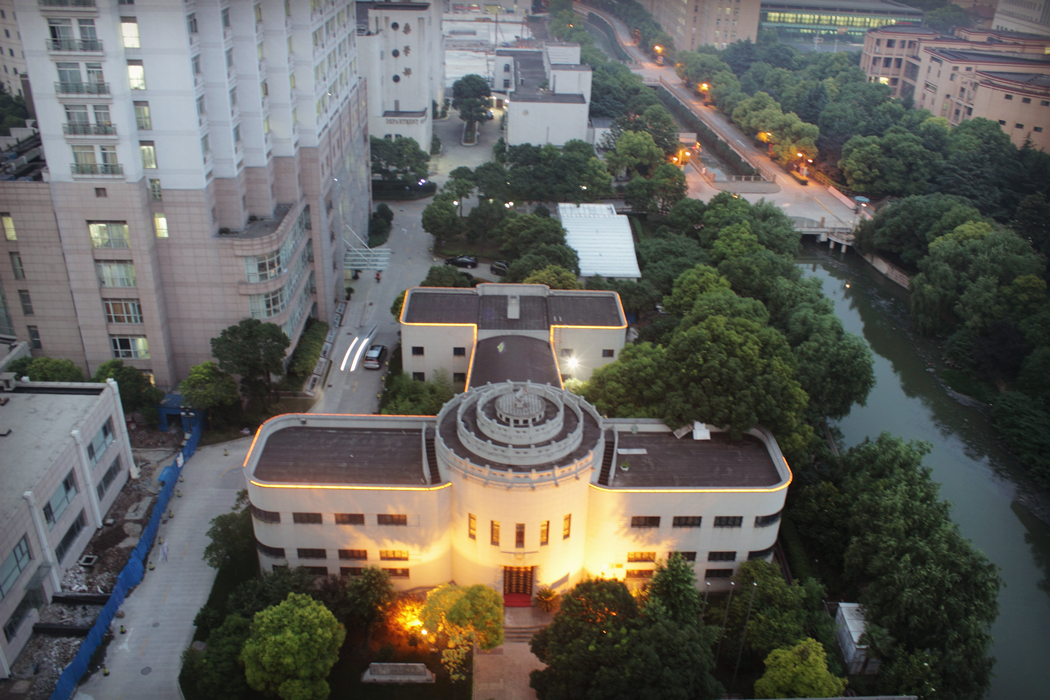
旧中国航空協会